# غرايم وود (رجل أعمال)
غرايم وود (بالإنجليزية: Graeme Wood)‏ هو شخصية أعمال أسترالي، ولد في 1947 في روكامبتون في أستراليا.